# Dennis Foggia
Dennis Foggia (Roma, 7 de janeiro de 2001) é um motociclista italiano que compete na MotoGP (Moto3), pela equipe SKY Racing Team VR46
Dennis Foggia regressará à categoria Moto3 em 2025, depois de dois anos 2023 e 2024 como piloto na classe Moto2 (Equipe Italtrans). O italiano assinou contrato com a equipa espanhola CFMOTO Aspar Team, onde terá Máximo Quiles, de 16 anos, como companheiro de equipa.

## Carreira
Estreou no motociclismo aos 6 anos de idade, tendo participado de campeonatos da modalidade em seu país natal. Em 2015, ingressou na VR46 Riders Academy, pertencente a Valentino Rossi, e em 2017 disputou sua primeira corrida na Moto3, substituindo o sul-africano Darryn Binder no GP da República Tcheca. O desempenho do jovem piloto (que representou a equipe Platinum Bay Real Estate) no Circuito Masaryk foi razoável: chegou em 14° lugar, obtendo seus primeiros pontos na divisão inferior da MotoGP. Ainda participou de outras 2 provas em 2017, e terminou o campeonato na 24ª posição, com 19 pontos. No mesmo ano foi campeão da FIM CEV Moto3 Junior World Championship, tornando-se o terceiro piloto italiano a vencê-la, após os títulos de Nicolò Bulega e Lorenzo Dalla Porta.
Em 2018, disputou sua primeira temporada completa na Moto3, fechando-a em 19º lugar, com 55 pontos - o melhor resultado foi um terceiro lugar no GP da Tailândia. Em 2019, continua na equipe SKY Racing Team VR46.